# Rudy Aernoudt

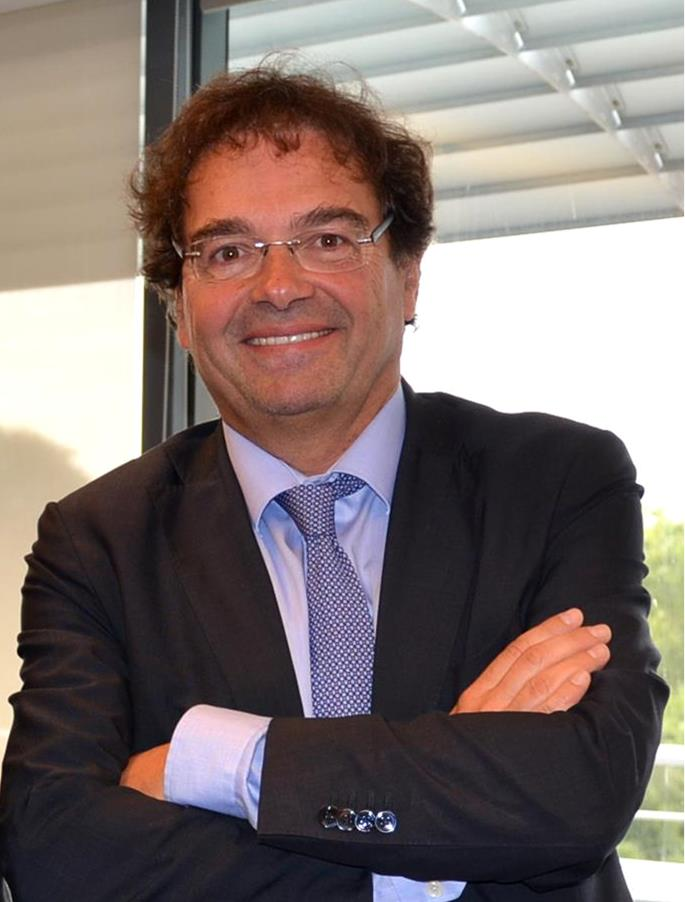
Rudy Aernoudt, Kabinetschef kabinetschef van het EESC 2013-2015

Rudy Aernoudt (Torhout 1960-) is een Belgisch professor, schrijver, columnist, filosoof en econoom.

## Levensloop
Hij was achtereenvolgens hoofdeconoom bij de Europese Commissie en kabinetschef van zowel Waals minister van economie Serge Kubla als van federaal en later Vlaams minister van economie Fientje Moerman.
Aernoudt is professor economie aan de Universiteit Gent, de universiteit van Nancy en geeft les aan het BMI executive institute, opgericht door HEC Paris en Louvain Management School. Hij was gastprofessor aan de universiteit van Luik en Brno. Hij was eveneens voorzitter van de denkgroep België Anders en directeur-generaal van de ngo One Laptop Per Child, een spin-off van MIT. Rudy Aernoudt doceert aan de Universiteit Gent vakken die gerelateerd zijn aan Europees beleid bedrijfsfinanciering. Hij is tevens vice-voorzitter van de World Complexity Science Academy.
In april 2013 werd hij kabinetschef van Henri Malosse, de voorzitter van het Europees Economisch en Sociaal Comité (EESC).
Hij wordt beschouwd als een rebel, een witte ridder en klokkenluider die strijdt tegen de corruptie, iets wat hem niet altijd in dank werd afgenomen. In 2006 werd hij bijvoorbeeld secretaris-generaal van het Vlaams Departement Economie, Wetenschap en Innovatie. Uit deze functie werd hij echter op 14 september 2007 door de Vlaamse regering ontslagen. Als directe aanleiding daarvoor vermeldde de ontslagbrief een interview van Aernoudt in de krant Le Soir over politieke benoemingen in Vlaanderen. Een tweede directe aanleiding was volgens de Vlaamse regering zijn medewerking aan een ludieke internetpetitie "Aernoudt premier". Het ontslag kwam er echter kort nadat Aernoudt een klacht indiende tegen minister Moerman bij de ombudsman wegens onethische praktijken op het kabinet van de minister. Een paar weken na het vertrek van Aernoudt bracht de ombudsman zijn rapport uit over de klachten die Aernoudt tegen Moerman had ingediend. Dit rapport was dusdanig kritisch tegenover Moerman dat de minister nog diezelfde avond haar ontslag aanbood. Ook het Rekenhof gaf in zijn rapport van 17 juli 2008 Aernoudt gelijk wat betreft de zaak. Op 3 september stelde het arbeidshof dat Rudy Aernoudt weliswaar professionele fouten had begaan en dat zijn ontslag terecht was, maar dat deze fouten anderzijds niet zwaar genoeg wogen om als dringende reden te worden ingeroepen. Daarom werd hem een opzegvergoeding toegekend en is hij nu ere-secretaris-generaal.
Daarnaast was hij de eerste econoom-politicus in Vlaanderen die zich openlijk afzette tegen wat hij zelf het sluipend separatisme noemt. In zijn bestseller Vlaanderen - Wallonië. Je t'aime moi non plus pleit hij voor een andere kijk op het communautaire debat in België. Aernoudt vraagt om een betere samenwerking tussen de verschillende Belgische regio's en stelt een herfederaliseren van enkele bevoegdheden voor. Hij berekent de grootte van de financiële transfers van Vlaanderen naar Wallonië op drie euro per dag per Vlaming. Het boek wordt beschouwd als een reactie op het Warandemanifest. Tientallen bekende landgenoten zoals Maurice Lippens, Baudouin Velghe, Tony Mary, Rik Coolsaet, Luc Cortebeeck, Roger Vanden Stock en Helmut Lotti schaarden zich achter dit anti-manifest. De pers stelt dat Rudy Aernoudt een uitzondering is en blijft in Vlaanderen: "Hij is dwars, flamboyant, luidruchtig, zonder vrees, Waalsvriendelijk, vlijtig, vriendelijk en belezen. Zijn ontslag is voer voor gepeins over intellectuelen en zijn favoriete haatobject: independentisme.

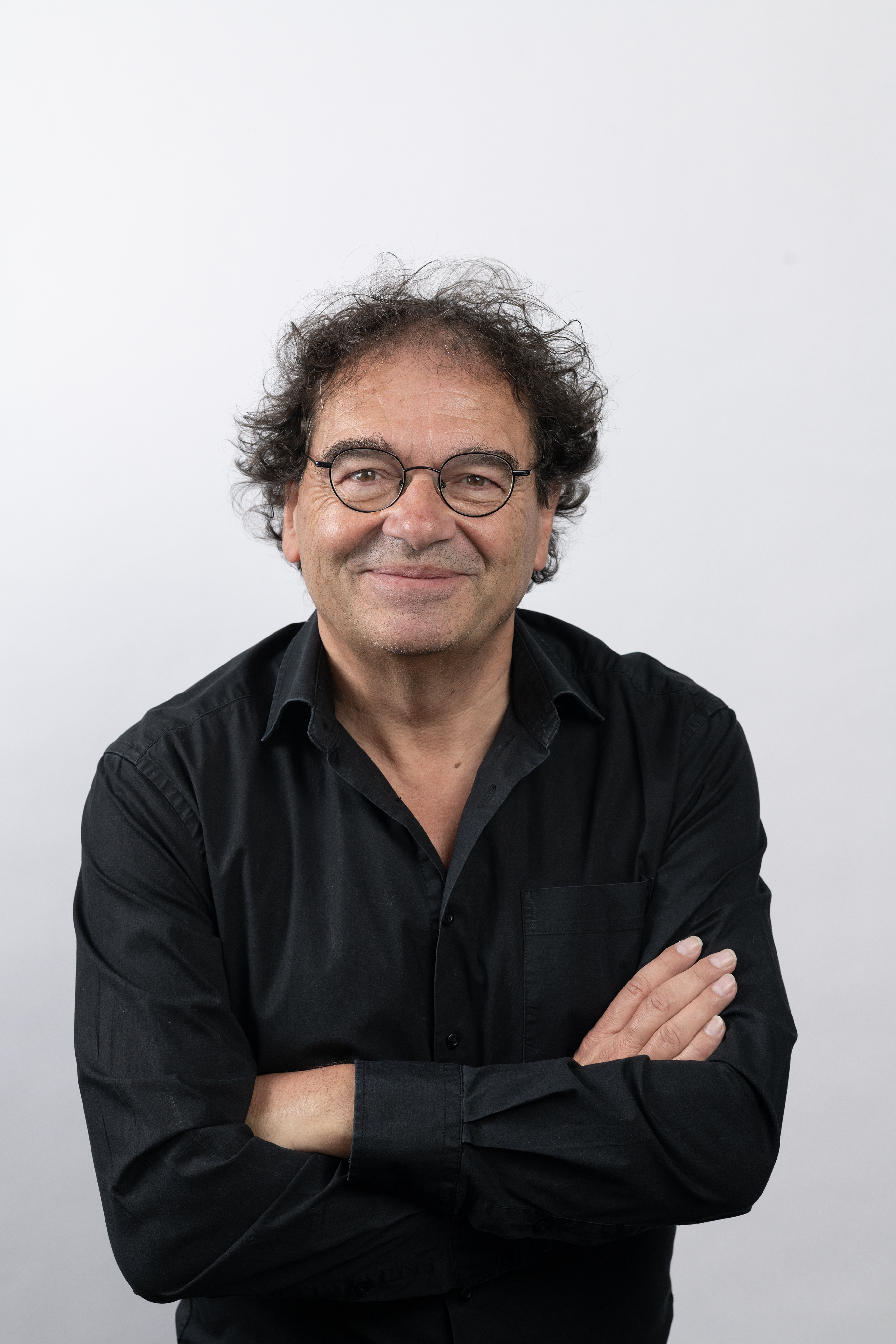
Rudy Aernoudt in 2024

Hij is een regelmatig spreker op diverse conferenties (ESA, OECD, Dubai Forum, CEO summit, etc.) en is spreker op TEDx-events. Hij geeft ook regelmatig speeches aan ondernemingen en ondernemersorganisaties over geopolitiek, Europees beleid, financiering en scenario-denken. 
Hij heeft ook 500 + papers en artikels en een dertigtal boeken gepubliceerd over politiek en economie. In Europa, een blik achter de schermen, (intersentia 2022) beschrijft hij de werking en niet-werking van Europa, en schets zijn toekomstbeeld  van Europa. Coronavirus: elektroshock voor België, in 2020, stippelt hij het beleid uit voor België. In Leven zonder Job (2012) geeft hij een analyse over het industrieel beleid van Europa. In 2012, net voor de verkiezingen, schrijft hij samen met een aantal prominenten (Mark Eyskens, Herman De Croo, Karl-Heinz Lambertz) een boek waarin hij oproept tegen separatisme. In datzelfde jaar publiceert hij ook zijn eerste roman: De Duivelszak, over geld en corruptie, waarin hij zijn stellingen over corruptie eerder uiteengezet in zijn essay 'Waarom corruptie welig tiert?' in romanvorm aanbrengt, de roman werd door de pers beschouwd als een top debuutroman.
In 2025 werd Rudy Aernoudt de kabinetschef van MR-voorzitter Georges-Louis Bouchez.

## Onderscheidingen
Hij ontving verschillende onderscheidingen zoals de prijs van politieke moed, architect van beste Europese regionaal ondernemerschapsplan en de prestigieuze prijs voor democratie Aron-Condorcet. De Wall Street Journal benoemde hem als "de onwaarschijnlijke held voor Europees ondernemerschap" die zeer invloedrijk is in Europese atmosferen. Hij wordt ook beschouwd als de vader van de business angels fenomeen in Europa. Hij is medestichter van EBAN, het Europese Business Angel Netwerk en ambassadeur van het Wereld Business Investment Forum (WBAIF). Hij is tevens gender ambassadeur bij X-kwadraat.
In november 2008 richtte hij een Franstalige partij Lidé op. De aansluiting bij de MR stootte op verzet van de voorzitter van de FDF Olivier Maingain. Samen met Mischaël Modrikamen is hij op 26 november 2009 medeoprichter en medevoorzitter van de nieuwe politieke partij de Personenpartij, in het Frans de Parti Populaire. Op 23 augustus 2010 wordt hij uit de partij gezet omdat hij het niet eens was met de separatistische wending van de partij en het feit dat de partij uitspraken ondersteunde die aanleunen bij het racisme. Hij behaalde 28 000 voorkeurstemmen, maar verliet de actieve politiek. Hij heeft zijn mandaten voor de jaren 2004 en 2007 nooit aangegeven, noch zijn vermogen in 2007.
In 2015 werd hij curator van TEDx Europacollege en TEDx Brussel. TEDx Brussel is de grootste TEDx op het Europees continent. Hij voegde zich tevens bij het 'Chief economist team' van de Europese commissie (DG GROW). Hij is verder lid van de denktank 'a new pact for Europe', een denktank van de Bertelsmann en Koning Boudewijn Stichting. Daarnaast is hij columnist bij Trends-Tendances en bij FD Magazine.

## Publicaties
Dit is een lijst van boeken van Rudy Aernoudt:
- Entrepreneurship, a Mindset, Athena Uitgevers, 2024
- Financial Management in Practise, Intersentia, 2023
- Financieel Management toegepast, Intersentia, 2023
- Europa, een blik achter de schermen, Intersentia, 2022.
- Coronavirus: elektroshock voor België?, Gompel&Svacina, Oud-Turnhout / 's-Hertogenbosch, 2020, 165 p. ISBN 9789463712286
- Entrepreneurship, no guts no glory, Intersentia, 2020.
- Entrepreneurship, A Way of Life, Intersentia, 2015
- De Duivelszak, Roman, Roularta Books, 2012 ISBN 9789086794584
- Leven zonder job - Van jobtaker naar jobmaker, Roularta Books, 2011, 211 p. ISBN 9789086793914
- La politique, ça trompe énormément - Descente aux enfers politiques, Roularta Books, 2008, 270 p. ISBN 9086792529
- Hoe de overheid uw geld verkwist (met A. Destexhe), Roularta Books, 2008, 222 p. ISBN 9789086791699
- Wedervaren van een cabinetard, Roularta Books, 2008, 189 p. ISBN 9789086791521
- Brussel, Kind van de Rekening, Roularta Books/VIF éd, 2007, 180 p. ISBN 9054664673
- Vlaanderen - Wallonië. Je t'aime, moi non plus. Antimanifest over de verhouding tussen Walen en Vlamingen, Roeselare, Roularta Books, 2006,247 p. ISBN 9076790062
- Wallonie - Flandre, Je t'aime moi non plus, Roularta Books, 2006, 250 p. ISBN 9789086790364
- Arbeid, Lust of Last?, Roularta Business Books, 2005, 121 p. ISBN 9054668377
- Bazel II, Hoe er voordeel uit halen?, Intersentia, 2005, 145 p. ISBN 9789050954532
- L'éloge du (non) travail, L'Harmattan, 2005, 130 p. ISBN 2747586278
- Ondernemingsfinanciering, over bankkredieten, business angels en risicokapitaal, Roularta Business Books 2004, 328 p. ISBN 9054667052
- Corporate Finance Yearbook 2004 (Chief Editor), Intersentia, Antwerpen-Oxford-New York 2003, 250 p. ISBN 9789050853101
- Corruption à foison, L'Harmattan, Paris, 2003, 150 p. ISBN 2747552004
- European Enterprise policy, From SME policy to entrepreneurship policy, Intersentia, Antwerpen-Oxford-New York, 2003 ISBN 9050952933
- The taste of entrepreneurship: Financing and Research, Proceedings of the European conference (Chief Editor), Roularta books, 2003, 110 p. (fr)(en) ISBN 9054666137
- Business Angels, Rare vogels of ware engelen? (met H. Goossens), Roularta Business Books, 2002, 145 p. ISBN 9054667400
- Corporate Finance Yearbook (Chief Editor), Intersentia, Antwerp-Oxford-New York 2002, 250 p. ISBN 9789050952088
- La Paresse économique, pour en finir avec la troisième voie, Vif-L'Express, 2002, 95 p. ISBN 9054665416
- Verdien Risicokapitaal (met E. Lacroix, B. Huybrechts et al.), Intersentia, 2002, 144 p, ISBN 9054666021
- Duurzaam ondernemen in de Europese Context, Garant Éditions, 2001, 230 p, ISBN 9044111647
- Financing SMEs, the European Approach, Proceedings of the European Conference (Chief Editor), Roularta Books, 2001, 222 p. (fr)(en) ISBN 9054664916
- Bedrijfsfinanciering, een benadering vanuit de praktijk, Roularta Business Books, 2000, 220 p. ISBN 9054664533
- Waarom corruptie welig tiert?, Roularta Business Books, 2000, 145 p. ISBN 905466455X
- La Politique Structurelle en Europe (met Richard Skrzypczak), collection Réflexe Europe, Documentation française, 1998, 230 p. ISBN 2110035951
- Waarom het Konijn eruitziet als een eend? Pleidooi voor een nieuw sociaal én economisch model, Roularta Business Books, 1998, 110 p. ISBN 9054663685
- Grenzen van de economie, een filosofisch essay, Brugge, 1998, 134 p.

- Bibliothèque nationale de France: cb12563479n (data)
- Digitale Bibliotheek voor de Nederlandse Letteren: aern008
- International Standard Name Identifier: 0000 0001 1665 4621
- Library of Congress Control Number: nr99008873
- Nationale Bibliotheek van Tsjechië: mub2015871428
- Nederlandse Thesaurus van Auteursnamen: 234776250
- Système universitaire de documentation: 034934855
- Virtual International Authority File: 69047031
- WorldCat: E39PBJktvYHHWKQWGFYbpWPG73